# Gerhard Ertl
Gerhard Ertl (Bad Cannstatt, Stuttgart; 10 de octubre de 1936) es un físico alemán, ganador en el 2007 del Premio Nobel de Química.

## Biografía
Nació el 10 de octubre de 1936 en Bad Cannstatt - Stuttgart.
Las investigaciones de Ertl comenzaron en la década de 1960. Actualmente es profesor emérito del departamento de Química Física del Instituto Fritz Haber en Berlín, instituto perteneciente a la Sociedad Max Planck.
Gracias a sus investigaciones se ha dado a conocer por qué se oxida el acero, cómo funcionan las pilas de combustible, cómo actúan los catalizadores en nuestros automóviles y el proceso de destrucción de la capa de ozono.
El Comité Nobel realzó entre sus investigaciones las referentes al proceso Haber-Bosch, "en el cual el nitrógeno es extraído del aire para su inclusión en fertilizantes artificiales".

## Premios
- Medalla Liebig (1987)
- Premio Alwin Mittasch (1990)
- Premio Japón (1992).
- Premio Wolf en Química (1998).
- Premio Nobel de Química en 2007 por "sus estudios de los procesos químicos sobre superficies sólidas".[2]